# 毘森公園
毘森公園（ひもりこうえん）は、愛知県豊田市小坂町1丁目41番地にある公園。敷地面積は8万平方メートル。

## 歴史
- 1952年（昭和27年） - 挙母市営球場（現在の毘森公園野球場）が完成[2]。中部日本都市対抗野球大会が開催された。
- 豊田市営テニスコート（現在の毘森公園テニスコート）やグランドハウスが完成。
- 1963年（昭和38年）7月 - 毘森公園市営プールが完成[3]。日本水泳連盟公認の50メートル×9コースのプールだった。
- 2018年度（平成30年度） - 毘森公園プールを廃止[4]。

## 施設

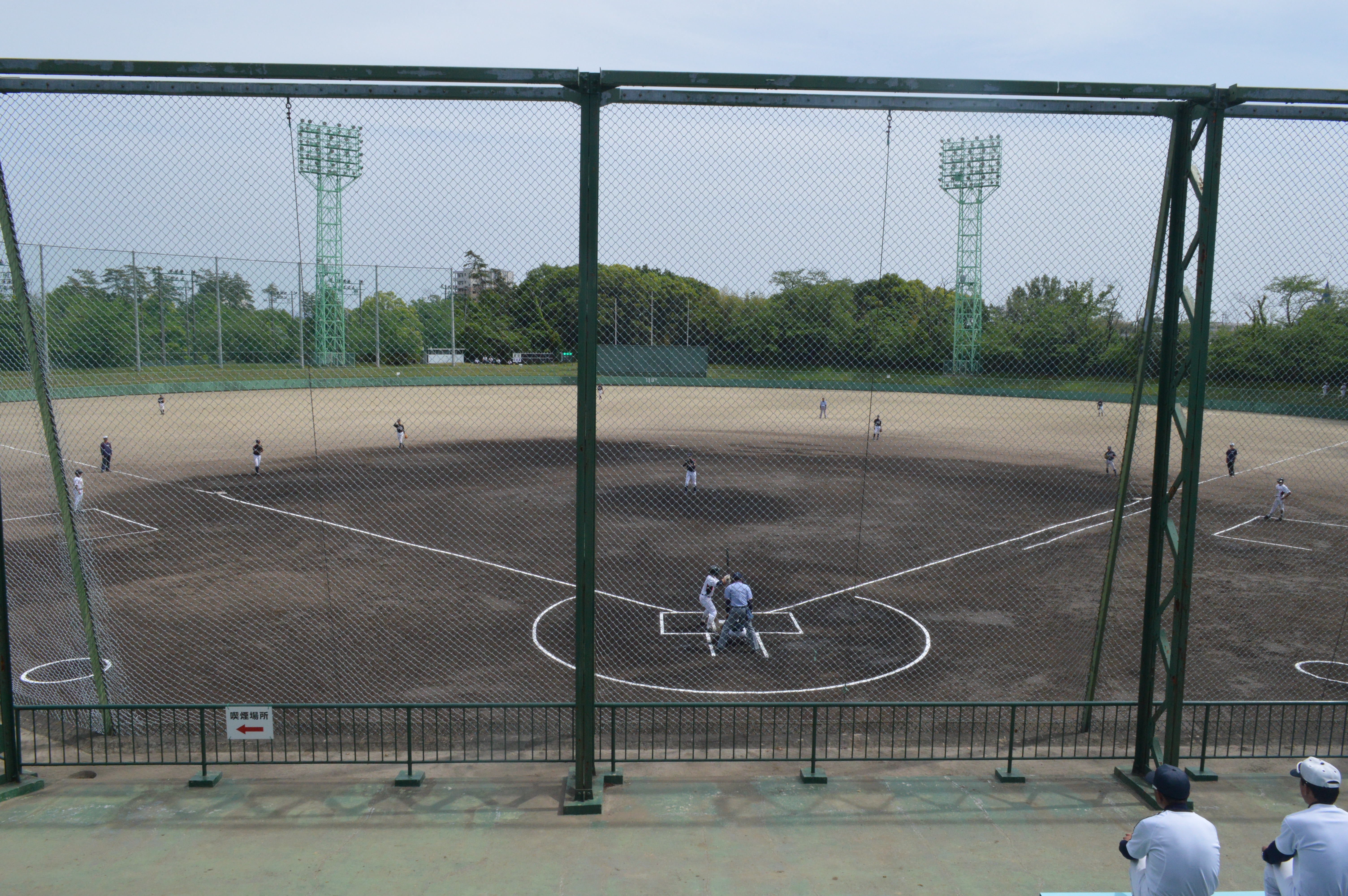
毘森公園野球場
- 両翼91メートル、中堅118メートル[5]。

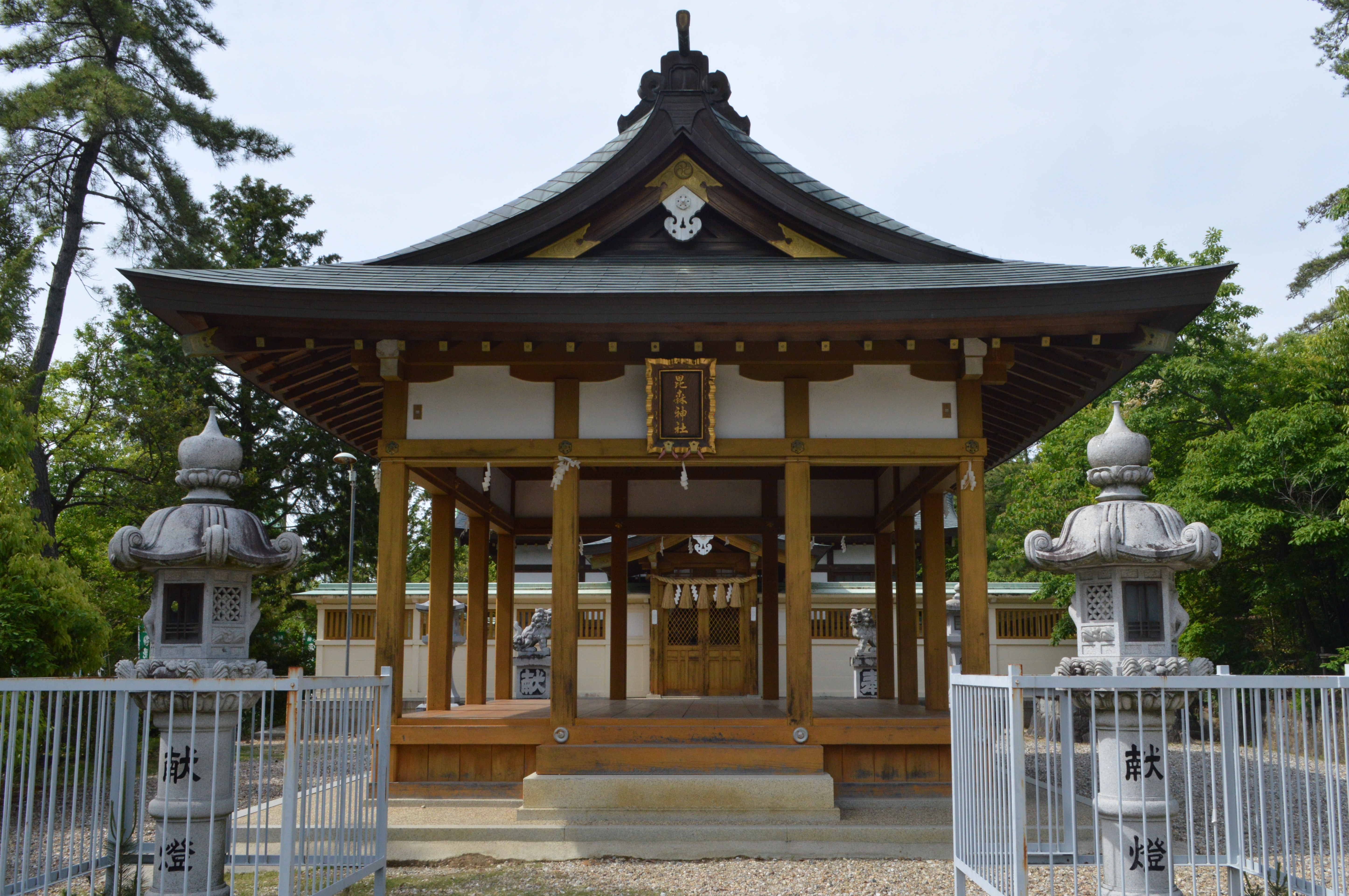
毘森神社

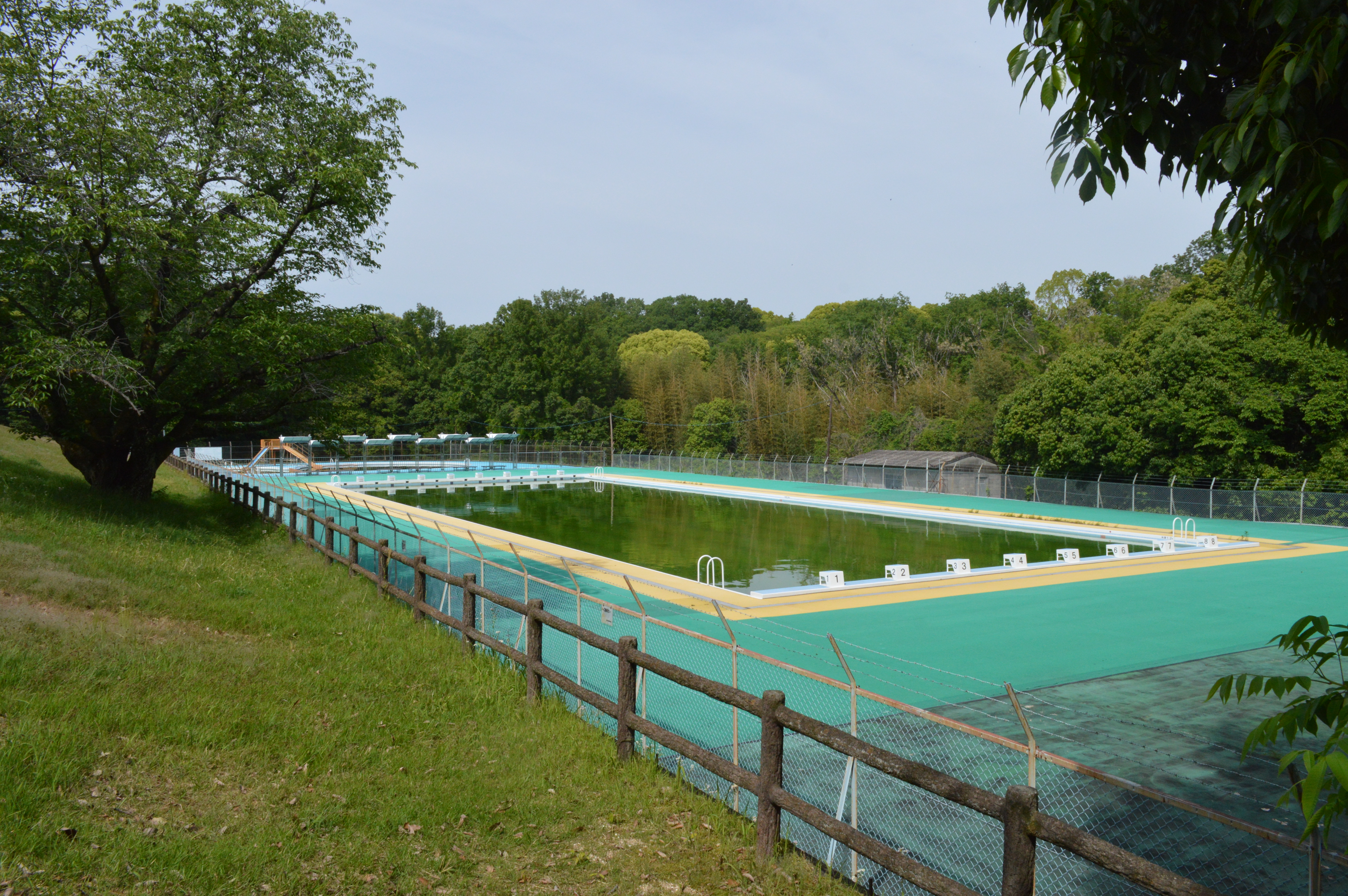
毘森公園プール（廃止）

- メインスタンド360人、内野席2,100人、外野席2,000人[5]。

毘森公園テニスコート
- グリーンサンド4面（ナイター4面）[5]。
- 3,200平方メートル[5]。

毘森神社
- 文治5年（1189年）に源義経の家臣である篠田源之進勝善によって創建。
- 境内には篠田金太郎翁頒徳碑や三河山秋次郎翁像がある。

## 交通アクセス
- 名鉄三河線 豊田市駅または愛知環状鉄道・愛知環状鉄道線 新豊田駅から徒歩。